# Sassandra (folyó)
A Sassandra folyó Elefántcsontparton, Nyugat-Afrikában.

## Jellemzői
Az ország északnyugati felföldjein eredő Tienba és a nyugatról, Guinea hegyvidékéről érkező Gouan összefolyása
hozza létre. A folyó dél-délkeleti irányba folyik tovább, majd a Guineai-öbölben ömlik az Atlanti-óceánba. A folyó középső szakaszán, a Nzo folyóval való összefolyás alatt építették a Buyo-gátat az 1980-as években, létrehozva így egy víztározót, a Buyo-tavat. A Davo folyó a torkolat előtt egyesül a Sassandrával.
Torkolatánál fekszik Sassandra kikötővárosa. Ez Elefántcsontpart legjelentősebb folyója, teljes hossza 650 kilométer, a vízgyűjtő területe 75 000 km²-re terjed ki.
A folyó képezi a határt a nyugat-guineai síksági erdők és a kelet-guineai erdők ökorégiói között.

## Fordítás
- Ez a szócikk részben vagy egészben  a   Sassandra című angol Wikipédia-szócikk fordításán alapul.  Az eredeti cikk szerkesztőit annak laptörténete sorolja fel. Ez a jelzés csupán a megfogalmazás eredetét és a szerzői jogokat jelzi, nem szolgál a cikkben szereplő információk forrásmegjelöléseként.